# Гірнича промисловість Албанії
Гірнича промисловість Албанії. Планомірний розвиток гірничої промисловості почався з 1944. У кінці 1980-х років на частку гірничорудної продукції припадало бл. 5 % вартості промислової продукції і 35 % вартості експорту. Розвивається: нафтова, бітумна, вугільна, хромова, залізорудна, міднодобувна пром-сть, крім того, виробляються фосфорні добрива, цемент, добувається кам'яна сіль, нерудні будівельні матеріали — піски, гравій, щебінь.
Донедавна основні геологічні роботи в Албанії велися за участю фахівців з СРСР і Китаю. Але у 1990-і роки гірнича, як і інші галузі промисловості А., переживала кризу. На початку XXI ст. з метою забезпечення подальшого розвитку гірничодобувної промисловості, Албанія увійшла до міжнародної структури MIGA. Для пожвавлення діяльності гірничого сектору урядом прийняті пільгові умови його інвестування з боку іноземних компаній.
Країна в 1990-х рр. була важливим світовим експортером хромових руд. У відносно невеликих обсягах тут добували також руди міді, заліза, кобальту і інших металів. Експорт: залізонікелеві руди, мідь, нафтопродукти.

## Видобуток основних видів мінеральної сировини в державному і приватному секторах економіки Албанії (в тис.т)
| Вид сировини           | 1999   | 1999  | 2000   | 2000  | 2001   | 2001  |
| Вид сировини           | Держ.  | Прив. | Держ.  | Прив. | Держ.  | Прив. |
| Нафта                  | 268    | 0     | 314    | 0     | 308    | 0     |
| Природний газ (млн м³) | 13 220 | 0     | 11 490 | 0     | 10 980 | 0     |
| Вугілля                | 28     | 0     | 20,6   | 0     | 15,7   | 7     |
| Хромові руди           | 97,2   | 0     | 46,4   | 70,6  | 12,89  | 73    |
| Хромовий концентрат    | 12     | 0     | 3,4    | 0     | 0      | 0     |
| Ферохром               | 23,4   | 0     | 8,7    | 3,8   | 0      | 11,9  |
| Сталь                  | 0      | 15,6  | 0      | 64,7  | 26,6   | 67,5  |
| Вапняк                 | 0      | 630   | 0      | 641   | 0      | 590   |
| Глина                  | 0      | 422   | 0      | 420   | 0      | 385   |
| Річковий гравій        | 0      | 1 576 | 0      | 1 630 | 0      | 1 370 |

## Видобуток металів
Хромітові рудники знаходяться в Поградеце, Клесі, Летайе і поблизу Кукеса. Обсяг видобутку зріс з 7 тис. т в 1938 до 502,3 тис. в 1974 і 1,5 млн т у 1986. У 1997 в державному секторі було видобуто всього 157 тис. т хромітів і 25 тис. т міді. На межі ХХ-XXI ст. спостерігається подальше зменшення видобутку (табл. 2). Забезпеченість видобутку хромових руд їх підтвердженими запасами, розрахована за максимальним рівнем виробництва в період 1995—1997 рр. з урахуванням втрат при видобутку і збагаченні у Албанії становить 38 років.
У 1986 було видобуто 15 тис. т міді. Ведеться розвідка і видобуток руд, що містять золото, срібло, боксити, нікель, марганець і інш. У 1958 були здані в експлуатацію родовища залізо-нікелевих руд. У 1987 видобуто 9 тис. т нікелю. Налагоджувався видобуток залізняку на родовищах в долині р. Шкумбіні між Ельбасаном і Перпарімі. У 1990-х роках видобуток всіх цих руд різко знизився.
Залізо-нікелеві і нікель-силікатні рудники Албанії в кінці ХХ ст. частково закрилися. Головна причина закриття рудників — відсутність ринку, як внутрішнього, так і зовнішнього. Головний внутрішній ринок — металургійний комбінат в Ельбасані з проектною потужністю 1,2 млн т на рік. Переробка залізо-нікелю була припинена через невідповідність його руді, відносно застарілу технологію, а отже, низькі техніко-економічні показники, а також через велике коливання цін на світовому ринку. Зовнішній ринок — це колишня Чехословаччина, де нікелеве виробництво закрито в 1991 р. Для виходу з кризи залізо-нікелевої промисловості А. було зроблено декілька спроб в співпраці з іноземними фірмами, але на початку XXI ст. ситуація залишилася кризовою.

## Видобуток нафти
Видобуток нафти в Албанії уперше розпочали італійські компанії до Другої світової війни. Обсяг видобутку зріс з 13 тис. т в 1935 до 134 тис.т в 1938, з них 105 тис. т експортувалися в Італію. По закінченні війни розвиток цієї галузі йшов бурхливими темпами. Видобуток нафти в 1987 досяг приблизно 3 млн т, тоді як її запаси оцінювалися в 20 млн т. Основні нафтові родовища знаходяться в районах Кучова і Патосі. Албанська нафта, відмінна підвищеною густиною, вимагає спеціальної переробки. До війни майже вся нафта прямувала по трубопроводу у Вльору, а звідти — на судах на нафтоперегінний завод в італійському місті Барі. Під час війни німці побудували в Албанії два невеликих нафтоперегінних заводи. До спорудженого після війни в Церріке поблизу Ельбасана великому нафтопереробному заводу річною потужністю 150 тис. т були прокладені трубопроводи з родовищ в Кучова і Патосі. У 1987 в Албанії було видобуто 2,6 млн т нафтопродуктів. На початку 1970-х років був зданий в експлуатацію великий нафтопереробний комбінат в Фієрі потужністю 450 тис. т на рік. На початку 1990-х років виробництво нафтопродуктів в Албанії підтримувалося на рівні 600 тис. т на рік, але потім скоротилося до 360 тис. т (1997).

## Видобуток природного газу
Видобуток природного газу, що почався в 1938, істотно знизився в роки війни. Однак в 1950-і роки він значно збільшився і досяг 40 млн м³ в 1959. На початку 1960-х років були відкриті нові газові родовища. У 1985 видобуто 420 млн м³, але в 1990-і роки сталося різке падіння цієї галузі: видобуток газу скоротився до 102 млн м³ в 1992 і 18 млн м³ — у 1997.
Вугледобувна промисловість розвинена слабо через обмеженість запасів кам'яного вугілля. У країні переважають родовища бурого вугілля з низькою теплотворною здатністю. Основні центри вугледобувної промисловості: Крраба, Валіясі (поблизу Тірани), Мемаліай (північніше за Тепелени), Мбор'я і Дренова (поблизу Корчі). Розробка вугільних родовищ почалася в 1938, коли видобуток становив 3,7 тис. т. Під час Другої світової війни вона зросла до 132 тис. т на рік, а в 1987 досягла 2,3 млн т, у 1990-х роках ця галузь занепала. У 1992 було видобуто 366 тис. т вугілля, а у 1997 — всього 40 тис. т. Негативна динаміка на межі ХХ-XXI ст. зберігається.
Інші корисні копалини. Видобувають будівельні к.к. — річковий гравій, вапняк, глину (див. табл. 2). На початку XXI ст. фірмою Nebex Resources ведеться розвідка золота і платинових родовищ.

## Підготовка кадрів
Інженерні кадри для гірн. промисловості готують на геол. ф-ті Тиранського державного університету. Осн. журнал гірничого профілю «Buletin I. Universitetit shtetёror tё Tiranes. Seria shkencat. Natyrore».